# Branchiostoma lanceolatum
L'anfiosso (Branchiostoma lanceolatum Pallas, 1778) è un animale marino appartenente al subphylum dei Cephalochordata, detti anche acranî in quanto privi di cranio a protezione della vescicola encefalica o leptocardii per via della particolare conformazione del cuore (tubiforme).

## Classificazione
La prima scoperta e classificazione dell'anfiosso è dovuta a Peter Simon Pallas nel 1774 che però credette di aver scoperto un nuovo gasteropode; solo nel 1834 Oronzo Gabriele Costa e Johannes Peter Müller mettono in luce gli stretti rapporti che l'anfiosso ha con i vertebrati.
Nel complesso il subphylum comprende circa 25 specie:
- Famiglia Asymmetronidae
  - Genere Asymmetron
    - Asymmetron lucayanum
    - Asymmetron maldivense

  - Genere Epigonichthys

- Famiglia Branchiostomidae
  - Genere Branchiostoma
    - Branchiostoma belcheri
    - Branchiostoma californiense
    - Branchiostoma capense
    - Branchiostoma caribaeum
    - Branchiostoma floridae
    - Branchiostoma lanceolatum
    - Branchiostoma valdiviae
    - Branchiostoma virginiae

## Morfologia

1 cervello
2 notocorda
3 nervo dorsale
4 coda
5 ano
6 canale digerente
7 sistema circolatorio
8 pori addominali
9 lacuna soprafaringea
10 branchie
11 faringe
12 cirri buccali
13 mimosa
14 bocca
15 gonadi (ovarie/testicoli)
16 fotorecettori
17 nervi
18 piega addominale
19 abbozzo di fegato

Superficialmente assomigliano a piccoli pesci lanceolati da cui prende il nome il capostipite Branchiostoma lanceolatum (anfiosso lanceolato), che vive nei mari europei. Vivono infossati nella sabbia con la coda rivolta verso il basso, in zone molto ossigenate, dove si alimentano per filtrazione. Sarebbe difficile immaginare un modello migliore dell'anfiosso per illustrare i caratteri diagnostici dei cordati: notocorda persistente prolungata fino alla testa, cordone nervoso dorsale superiore alla notocorda, fenditure branchiali nella faringe, coda cospicua estesa posteriormente all'ano (postanale). Gran parte della muscolatura dell'anfiosso è costituita da miomeri a forma di V (miosetti), blocchi segmentali di origine metamerica di fibre longitudinali, chiaramente visibili sotto l'epidermide sottile, trasparente e monostratificata, separati da setti sottili di tessuto connettivo.
Quando l'animale nuota o scava gallerie, i miomeri sui lati opposti si contraggono in onde alternate, determinando le ondulazioni laterali. La corda dorsale assicura rigidità lungo l'asse longitudinale e i cospicui raggi della pinna dorsale sono in realtà organi di immagazzinamento delle riserve energetiche da utilizzare durante i periodi riproduttivi. Presentano andamento metamerico anche gli organi escretori e le gonadi (protonefridi e gonadi seriali). È presente una pinna dorsale molto sottile, che funge anche da pinna anale. Nell'alimentazione per filtrazione interviene una bocca preceduta da un vestibolo ectodermico anteriore che convoglia le particelle in sospensione verso i cirri, strutture tentacoliformi selettive e sensoriali che filtrano le particelle alimentari prima che queste entrino nella bocca; anche il velo, una membrana che circonda la bocca, ha tentacoli che selezionano le particelle.
Attraverso la bocca, l'acqua entra nella faringe e, mentre questa viene espulsa attraverso le fessure branchiali (sostenute da sinapticole, listarelle di supporto che mantengono beanti le fessure) nell'atrio (cavità atriale simile a quella delle ascidie), le sostanze alimentari vengono trattenute e convogliate al canale alimentare rettilineo che sbocca all'esterno con un ano posteriore. L'atrio, o camera peribranchiale, è uno spazio interno piuttosto ampio avente funzione respiratoria, non celomatico, collegato con l'esterno attraverso l'atrioporo, tramite il quale viene espulsa l'acqua in eccesso. È presente una sorta di fegato rudimentale, irrorato da un sistema portale epatico avente funzione di digestione ed assorbimento dell'alimento. L'apparato circolatorio è chiuso e somiglia a quello dei pesci, non c'è cuore ma l'aorta ventrale contrattile e i bulbilli pulsanti provvedono a spingere il sangue dorsalmente convogliandolo nei vasi branchiali. Gli anfiossi sono gli unici cordati ad avere protonefridi solenocitici primitivi, analoghi a quelli dei policheti, che raccolgono il liquido da piccoli sacchi celomatici all'apice delle branchie e versano l'urina nell'atrio. Il sistema circolatorio si compone di un sistema arterioso singolo e di un sistema venoso duplice, con un sistema impari che irrora la coda, il sacco intestinale ed il sistema portale epatico, ed un sistema pari che irrora le gonadi e confluisce nel seno venoso che si immette poi nell'aorta ventrale (areteria). Il sistema nervoso dell'anfiosso comprende nervi che si dipartono dal cordone nervoso principale e sono disposti segmentalmente; non c'è cervello né ci sono organi di senso anteriori, ma cellule sensoriali sono presenti sulla superficie del corpo, in particolare nella regione boccale. Gli anfiossi sono dioici e i loro organi sessuali sono disposti metamericamente; i gameti vengono liberati dall'atrio e la fecondazione è esterna; gli anfiossi sono deuterostomi modello, con segmentazione radiale oloblastica (totale-uguale) dello zigote e formazione enterocelica del mesoderma. la segmentazione delle uova oligolecitiche mostra una regolarizzazione precoce dei territori presuntivi (determinazione) che daranno origine alla corda e ai tre foglietti embrionali. La segmentazione è assai peculiare: con la neurulazione si forma anche il sistema nervoso ed anche se il celoma è enterocelico nei somiti anteriori, subisce una vera e propria cavitazione per schizocelia dai somiti posteriori. I diverticoli celomatici pari vengono chiamati epimero, mesomero ed ipomero, che si fondono ventralmente dando luogo al metacele o cavità generale. La cavità atriale dell'adulto si forma per ripiegatura dei lembi cutanei (pieghe metapleuriche). Si forma un endostilo comparabile a quello dei tunicati e dei petromizonti. La larva cigliata bentonica ed asimmetrica (più marcatamente nel genere Asimmetrodon) diventa secondariamente planctonica, trascorre parecchi mesi come filtratore, poi ridiscende sul fondo trasformandosi nella forma adulta simmetrica. La specializzazione e le caratteristiche anatomiche degli anfiossi chiariscono che non possono essere considerati vertebrati ancestrali, ma uno stadio precoce dell'evoluzione dei cordati dopo che le larve neoteniche persero lo stadio sessile dal ciclo biologico vitale

## Riproduzione
L'anfiosso presenta riproduzione sessuata, i gameti sono distinti e vengono prodotti dalle gonadi posizionate ventralmente coperte dall'atrio. Al momento della riproduzione, i gameti fuoriescono dall'atrioporo (o poro atriale), questo implica embriogenesi e sviluppo successivo completamente in ambiente marino.